# Sermentot
Orbois era una comuna francesa, que estaba situada en el departamento de Calvados, de la región de Normandía, y que en 1973 pasó a ser una comuna asociada de la comuna de Anctoville.

## Historia
El 1 de enero de 2017 pasó a ser una comuna delegada de la comuna nueva de Aurseulles al fusionarse las comunas de Anctoville, Feuguerolles-sur-Seulles, Longraye, Orbois, Saint-Germain-d'Ectot y Torteval-Quesnay.

## Demografía
| Gráfica de evolución demográfica de Sermentot entre 1800 y 2013 |
|                                                                 |

Los datos demográficos contemplados en este gráfico de la comuna de Sermentot se han cogido de 1800 a 1968 de la página francesa EHESS/Cassini, y los demás datos de la página del INSEE.